# 張春 (嘉靖進士)
張春（1511年—？），字仁甫 ，一字仁伯，號西吴，江西臨江府新喻縣（今江西省新餘市）人，明朝榜眼、政治人物。

## 生平
嘉靖十三年（1534年），鄉試中舉第八十七名，嘉靖二十六年（1547年），會試第一百三十九名，殿試第二名，授翰林院編修。嘉靖三十八年，升翰林院侍講，出任裕王府（后明穆宗）講官。再升翰林院侍读，因反對嚴嵩當權，而被貶為南京太僕寺丞，四十一年十一月被令閑住。隨後致仕歸鄉，不復出仕。

## 家族
曾祖张永龄。祖父张端教。父张天质。母施氏。严侍下。兄儒伯。弟化伯、信伯、仕伯、佐伯、在伯。